# Heterodontosaurus
Гетеродонтозавр (лат. Heterodontosaurus — «ящір з різними зубами») — рід гетеродонтозаврових динозаврів, що жили в ранньому юрському періоді, 200—190 мільйонів років тому. Єдиний відомий вид, Heterodontosaurus tucki, був названий у 1962 році на основі черепа, знайденого в Південній Африці. Назва роду означає «різнозубий ящір», відсилаючи до його незвичайного, «гетеродонтного» зубного ряду; видова назва — на честь Д. К. Тука, який підтримував першовідкривачів виду. З того часу були знайдені інші зразки, в тому числі майже повний скелет у 1966 році.
Хоча це був невеликий динозавр, гетеродонтозавр був одним з найбільших представників свого сімейства, досягаючи від 1,18 м до, можливо, 1,75 м в довжину і вагою від 2 до 10 кг. Череп був видовженим, вузьким і трикутним, якщо дивитися збоку. Передня частина щелеп була вкрита роговим дзьобом. Гетеродонтозавр мав три типи зубів: у верхній щелепі маленькі, схожі на різці зуби змінювалися довгими іклами. Щілина відокремлювала ікла від долотоподібних щічних зубів. Тіло було коротке з довгим хвостом. П'ятипалі передні кінцівки були довгими й відносно міцними, тоді як задні кінцівки були довгими, тонкими та мали по чотири пальці.
Гетеродонтозавр — однойменний і найвідоміший представник родини Heterodontosauridae. Ця родина вважається базальною (або «примітивною») групою в ряді птахотазових динозаврів, хоча їхня найближча спорідненість всередині групи є предметом дискусій. Попри великі ікла, вважається, що гетеродонтозавр був травоїдним або принаймні всеїдним. Хоча раніше вважалося, що він був здатний лише до чотириногого пересування, зараз вважається, що він був двоногим. Заміна його зубів була випадковою, а не безперервною, на відміну від його родичів. Щонайменше чотири інші роди гетеродонтозаврів відомі з тих самих геологічних формацій, що й гетеродонтозавр.

## Історія відкриття

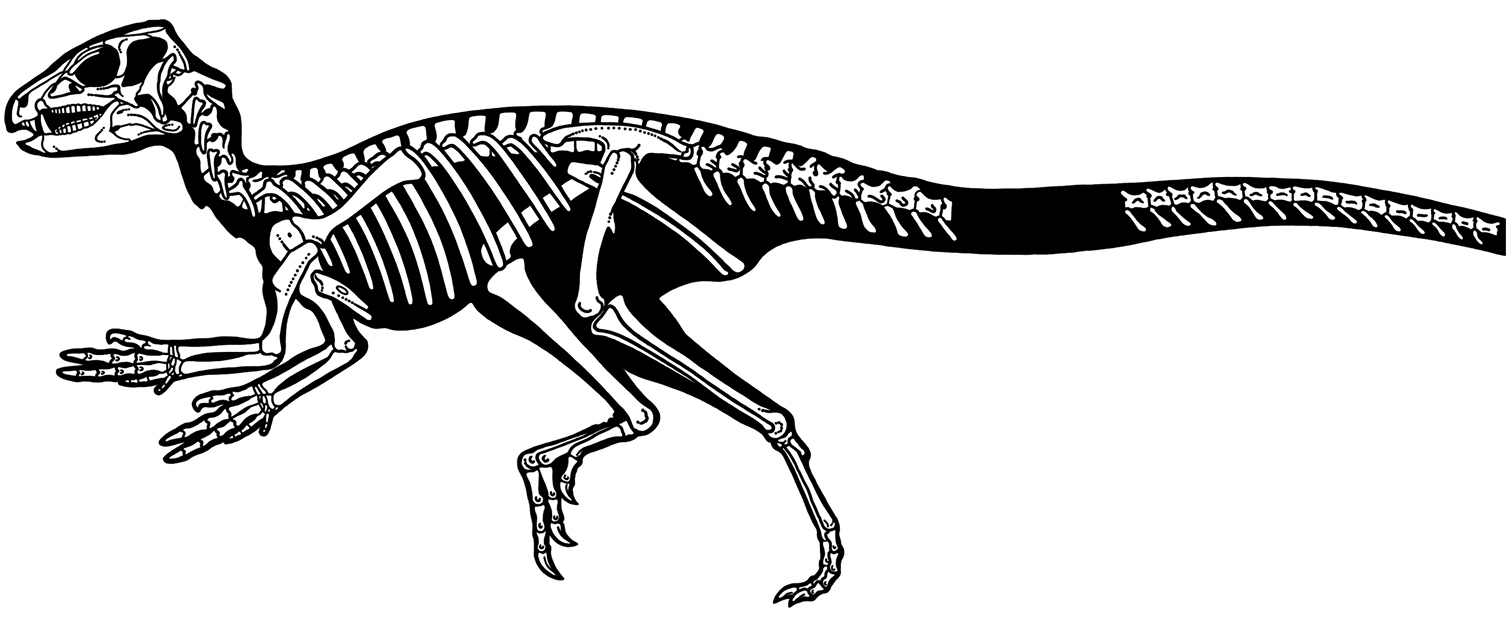
Скелетна діаграма SAM-PK-K1332

Голотипний зразок Heterodontosaurus tucki (SAM-PK-K337) був знайдений під час британсько-південноафриканської експедиції до Південної Африки та Басутоленду (колишня назва Лесото) у 1961—1962 роках. Сьогодні вона зберігається в Південноафриканському музеї Ізіко. Він був розкопаний на горі на висоті близько 1890 м, в місцевості під назвою Тініндіні, в окрузі Транскей (іноді його називають Гершель) в Капській провінції Південної Африки. Зразок складався з розтрощеного, але майже повного черепа. Пов'язаних з ним посткраніальних фрагментів, згаданих в оригінальному описі, у 2011 р. знайти не вдалося. Тварина була науково описана і названа в 1962 році палеонтологами Альфредом Уолтером Кромптоном і Аланом Чарігом. Родова назва пов'язана з різною формою зубів, а видова — з Джорджем К. Туком, директором Austin Motor Company, який підтримав експедицію. 

## Опис

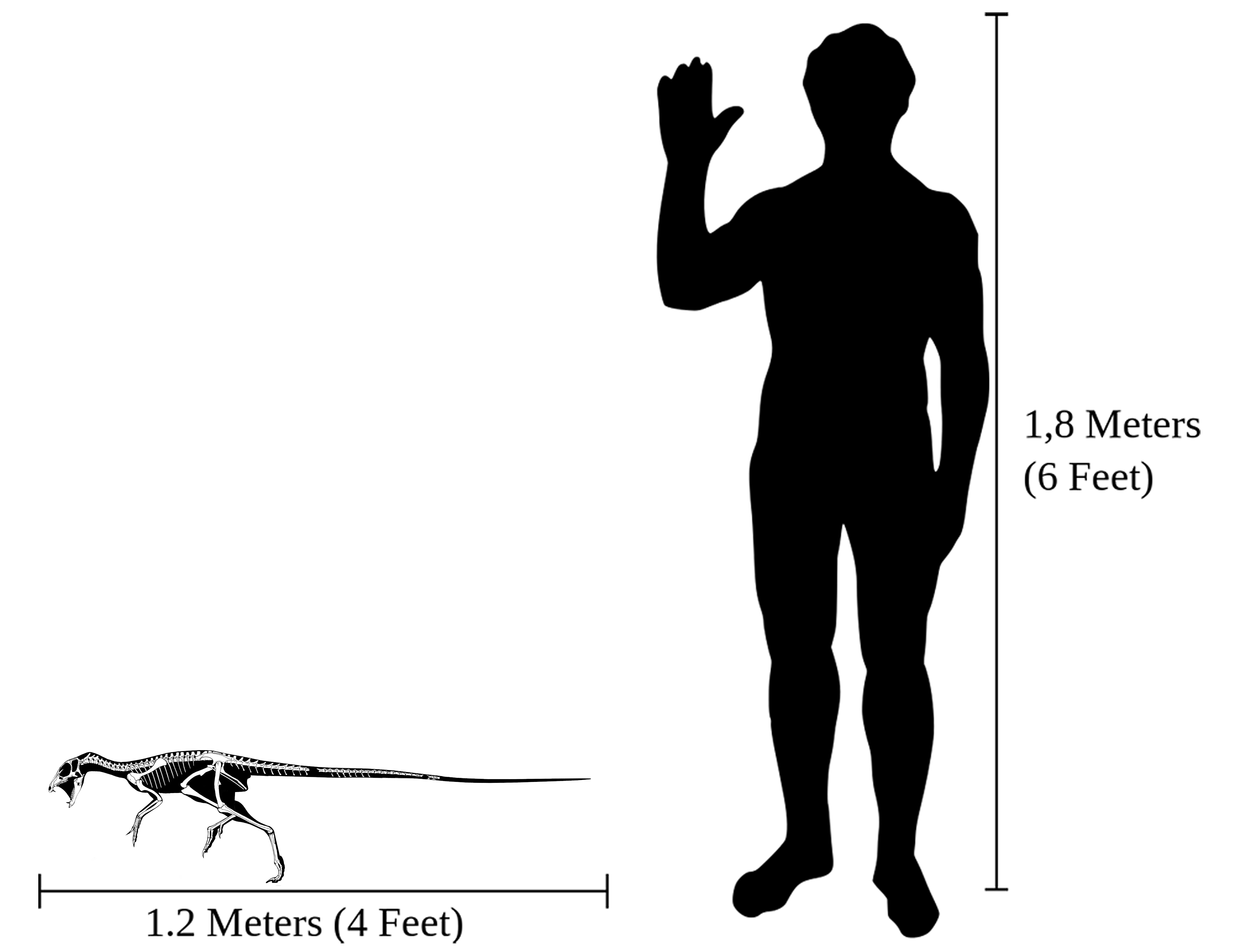
Розміри, у порівнянні з людиною

Гетеродонтозавр був невеликим динозавром. Найповніший скелет, SAM-PK-K1332, належав тварині довжиною близько 1,18 м. В окремих дослідженнях його вагу оцінювали в 1,8 кг, 2,59 кг і 3,4 кг. Загоєння хребцевих швів на скелеті вказує на те, що екземпляр був дорослим, і, ймовірно, повністю сформованим. Другий зразок, що складається з неповного черепа, свідчить про те, що гетеродонтозавр міг вирости значно більшим — до 1,75 м в довжину і з масою тіла майже 10 кг. Причина різниці в розмірах між двома екземплярами незрозуміла і може відображати мінливість в межах одного виду, статевий диморфізм або ж існування двох окремих видів. Розміри цього динозавра можна порівняти з розмірами індички.
До цієї родини належать одні з найменших відомих птахотазових динозаврів — північноамериканський Fruitaden, наприклад, сягав довжини всього 65—75 см.